# On View at the Five Spot Cafe
On View at the Five Spot Cafe — концертний альбом американського джазового гітариста Кенні Беррелла з ударником Артом Блейкі, випущений у 1959 році лейблом Blue Note.

## Опис
Записаний 25 серпня 1959 року в кафе Five Spot Cafe у Нью-Йорку.
Перевиданий на CD з додатковими бонус-треками та іншим порядком композицій.

## Список композицій
1. «Birks' Works» (Діззі Гіллеспі) — 9:15
2. «Hallelujah» (Вінсент Юманс) — 11:43
3. «Lady Be Good» (Джордж Гершвін) — 8:15
4. «Lover Man» (Роджер Рамірес) — 9:48
5. «36-23-36» (Кенні Беррелл) — 3:35

## Учасники запису
- Тіна Брукс — тенор-саксофон
- Кенні Беррелл — гітара
- Боббі Тіммонс — фортепіано (1, 2, 4)
- Роланд Ганна — фортепіано (3, 5)
- Бен Такер — бас
- Арт Блейкі — ударні

Технічний персонал
- Альфред Лайон — продюсер
- Руді Ван Гелдер — інженер звукозапису
- Рід Майлс — дизайн обкладинки
- Френсіс Вульфф — фотографія обкладинки
- Джо Голдберг — текст обкладинки